# 353232 Nolwenn
353232 Nolwenn è un asteroide della fascia principale. Scoperto nel 2010, presenta un'orbita caratterizzata da un semiasse maggiore pari a 2,4078425 UA e da un'eccentricità di 0,1749388, inclinata di 9,35478° rispetto all'eclittica.
L'asteroide è dedicato alla cantante francese Nolwenn Leroy.